# Биси ле Роа
Биси ле Роа (фр. Bucy-le-Roi) је насељено место у Француској у региону Центар, у департману Лоаре.
По подацима из 2011. године у општини је живело 189 становника, а густина насељености је износила 41,27 становника/km².

## Демографија
| 1962. | 1968. | 1975. | 1982. | 1990. | 2011. |
| ----- | ----- | ----- | ----- | ----- | ----- |
| 165   | 137   | 136   | 127   | 156   | 189   |